# Vertolaye
Vertolaye település Franciaországban, Puy-de-Dôme megyében. Lakosainak száma 551 fő (2022. január 1.). Vertolaye Bertignat, Job, Marat és Saint-Pierre-la-Bourlhonne községekkel határos.

## Népesség
A település népessége az elmúlt években az alábbi módon változott:
| Lakosok száma | 554  | 541  | 549  | 535  | 532  | 537  | 540  | 539  | 551  |
|               | 2013 | 2015 | 2016 | 2017 | 2018 | 2019 | 2020 | 2021 | 2022 |